# Ivan Milaković
Ivan Milaković (Spalato, 13 agosto 1980) è un ex pallanuotista croato.
Con il Mladost di Zagabria ha conquistato due titoli nazionali e quattro Coppe di Croazia.
Cresciuto nello Jadran Spalato, squadra della sua città, si trasferisce al Mladost nel 2001 a 21 anni. Nel 2006 viene acquistato dal Catania. Con la squadra rossoazzurra disputa tre stagioni, tra cui anche una Coppa LEN ma, a seguito della retrocessione del club al termine della stagione 2008-09, ritorna al Mladost.
Debutta nella nazionale croata solo nel 2013, conquistando un bronzo mondiale.

## Palmarès

### Club
- Campionato croato: 2

Mladost: 2001-02, 2002-03
- Kup Hrvatske: 4

Mladost: 2001, 2005, 2011, 2012

### Nazionale
- Mondiali

Barcellona 2013: 
- Coppa del Mondo

Almaty 2014: